# Diocèse d'Hiroshima
Le diocèse d’Hiroshima est une circonscription ecclésiastique de l’Église catholique au Japon. Le vicariat apostolique érigé en 1923 par Pie XI est élevé au statut de diocèse le 30 juin 1959 par Jean XXIII. Il est suffragant de l’archidiocèse d’Osaka.
Comprenant les préfectures civiles d’Hiroshima, d’Okayama, de Shimane de Tottori et de Yamaguchi il compte (en 2009) 20 400 catholiques sur une population globale de près de huit millions d’habitants. 

## Histoire
Le christianisme est introduit dans la région au XVIe siècle par les missionnaires jésuites. Tout contact est perdu lorsque les étrangers sont expulsés et le christianisme interdit (1614): le Japon se ferme à tout contact avec l’étranger. 
Au début du XXe siècle, le Japon ouvre à nouveau ses frontières aux missionnaires. Hiroshima devient vicariat apostolique en 1923, recevant son territoire du diocèse d'Osaka. Le vicariat est érigé en diocèse en 1959. 
Après la Seconde Guerre mondiale durant laquelle Hiroshima fut détruite par la première bombe atomique, une cathédrale-mémorial dédiée à la paix entre les nations fut érigée (1950) par le père Hugo Enomiya-Lassalle. Elle reçut la visite du pape Jean-Paul II en 1981.

## Supérieurs ecclésiastiques

### Vicaires apostoliques d’Hiroshima
- 1921-1927: Heinrich Döring, SJ, évêque, transféré de Poona (Inde)
- 1928-1940: Johannes Ross, SJ, évêque, démissionnaire
- 1940-1959: Vacance du siège

### Évêques d’Hiroshima
- 1959-1985: Dominique Yoshimatsu Noguchi, démissionnaire
- 1985-2011: Joseph Atsumi Misue, démissionnaire
- 2011-2014 : Thomas Aquino Manyo Maeda, nommé archevêque d'Osaka
- depuis 2016 : Alexis Mitsuru Shirahama